# Молдер-Браун, Джон
Джон Мо́лдер-Бра́ун (англ. John Moulder-Brown, неверный вариант русской транскрипции фамилии «Моулдер-Браун», «Маулдер-Браун», «Малдер-Браун»; 3 июня 1953, Хаммерсмит, Лондон, Англия) — английский актёр и театральный режиссёр, сыгравший во многих европейских культовых фильмах 70-х годов.
Его юношеская андрогинная внешность, благородство черт, темперамент и эксцентричная актёрская манера, вкупе с высоким профессионализмом (снимается с пяти лет), привлекали мастеров так называемого «авторского кино» (Ежи Сколимовский — «На самом дне», «Король, дама, валет»; Лукино Висконти — «Людвиг»; Максимилиан Шелл — «Первая любовь»; Элой де ла Иглесиа — «Игра в запретную любовь», и др.).
Перестав играть на экране роли подростков, девственников и экстравагантных молодых людей, сосредоточился на работе в театре.
В 1997 году основал в Брайтоне Академию творческого воспитания (англ. «Act», — Academy of Creative Training) — театральную школу, занимающуюся совершенствованием профессиональной подготовки актёра на базе «систем» Станиславского и Михаила Чехова.
В 2007 году сыграл роль Филиппа Македонского в биографическом фильме о молодых годах Александра.

## Фильмография
50-е
- 1958 — Смерть за моим плечом / Death Over My Shoulder (реж. Артур Крэбтри[англ.]; в ролях: Кифи Брэсселл[англ.], Бонар Коллеано[англ.], Джилл Адамс[англ.]…)
- 1958 — И с гордостью её пишите имя[англ.] / Carve Her Name with Pride (реж. Льюис Гилберт; в ролях: Вирджиния Маккенна, Пол Скофилд, Морис Роне…) — эпизод (не указан в титрах)
- 1958 — Гибель «Титаника» (Запомните эту ночь)[англ.] / A Night to Remember (реж. Рой Уорд Бейкер; в ролях: Кеннет Мор, Рональд Аллен, Шон Коннери и др.) — Мальчик, пассажир «Титаника» (не указан в титрах)
- 1958 — Крик с улиц[англ.] / A Cry from the Streets (реж. Льюис Гилберт; в ролях: Макс Байгрейвс, Барбара Мюррей) — Джекки (не указан в титрах)
- 1958 — Человек внутри / The Man Inside (реж. Джон Джиллинг[англ.]; в ролях: Найджел Патрик[англ.], Джек Пэланс, Анита Экберг, Дональд Плезенс, Уолтер Готелл, Бонар Коллеано[англ.]…) — не указан в титрах
- 1959 — Путь наверх / Room at the Top (реж. Джек Клейтон; в ролях: Симона Синьоре, Лоуренс Харви, Ричард Паско[англ.]…) — Урчин (не указан в титрах)

60-е
- 1960 — Ночной поезд в Инвернесс / Night Train for Inverness (реж. Эрнест Моррис[англ.]; ролях: Норман Вуланд[англ.], Деннис Уотерман[англ.], Джейн Хилтон[англ.])
- 1960 — Доктор в любви[англ.] / Doctor in Love (реж. Ральф Томас[англ.]; в ролях: Джеймс Робертсон Джастис[англ.], Лесли Филлипс, Майкл Крейг[англ.], Джоан Симс…) — не указан в титрах
- 1961 — Ночь без жалости[англ.] / Night Without Pity (реж. Теодор Зичи[англ.]; в ролях: Сара Лоусон[англ.], Нил Маккалум[англ.], Алан Эдвардс[англ.]…) — Джеффри Мартин
- 1961 — Двое живых и один мёртвый[англ.] / Two Living, One Dead (по роману[норв.] Сигурда Кристиансена, реж. Энтони Асквит; в ролях: Вирджиния Маккенна, Билл Трэверс[англ.], Патрик Макгуэн, Питер Вон, Майкл Кроуфорд…) — Рольф Бергер
- 1961 —  / The Missing Note (реж. Майкл Брандт (англ. Michael Brandt); в ролях: Хэзер Беннет (англ. Heather Bennett), Хенни Скотт (англ. Hennie Scott)…) — Вилли
- 1962 — Девчонки не никогда плачут / Little Girls Never Cry (реж. Роберт Данбар (англ. Robert Dunbar); в ролях: Роберта Тови[англ.], Джин Андерсон[англ.]…) — Стормонт
- 1963 — 55 дней в Пекине / 55 Days at Peking (реж. Николас Рэй; в ролях: Чарлтон Хестон, Ава Гарднер, Дэвид Найвен, Уолтер Готелл…) — Мальчик, застреленный в саду (не указан в титрах)
- 1964 — Осторожно, злая собака (6 серий) / Beware of the Dog (реж. Филип Форд (англ. Philip Ford) — Майкл
- 1964 — Гонки / Go Kart Go (реж. Ян Дарнли-Смит (англ. Jan Darnley-Smith); в ролях: Деннис Уотерман[англ.], Джимми Кейпхорн (англ. Jimmy Capehorn), Фрэзер Хайнс[англ.]…) — Воробышек
- 1964 — Бекет / Becket (по пьесе[англ.] Жана Ануйя, реж. Питер Гленвилл[англ.]; в ролях: Ричард Бартон, Питер О`Тул, Джон Гилгуд, Джино Черви…) — Мальчик (не указан в титрах)
- 1965 — Герои Телемарка[англ.] / The Heroes of Telemark (реж. Энтони Манн; в ролях Кирк Дуглас, Ричард Харрис, Улла Якобссон, Майкл Редгрейв…) — не указан в титрах
- 1965 — Дядя[англ.] / The Uncle (реж. Десмонд Дэвис[англ.]; в ролях Руперт Дэйвс[англ.], Бренда Брюс, Роберт Дункан[англ.]…) — Джейми
- 1965 — Сбежавшая железная дорога / Runaway Railway (реж. Ян Дарнли-Смит (англ. Jan Darnley-Smith); в ролях: Кевин Беннетт (англ. Kevin Bennett), Грэм Старк[англ.], Ронни Баркер, Роберта Тови[англ.]…) — Чарли
- 1966 — Операция «Третья форма» / Operation Third Form (реж. Дэвид Иди[англ.], в ролях: Деррен Несбитт, Джордж Родерик (англ. George Roderick), Майкл Крокетт (англ. Michael Crockett), Кевин Беннетт (англ. Kevin Bennett), Роберта Тови[англ.]…)[6] — Дик
- 1966 — Меморандум Квиллера / The Quiller Memorandum (по роману Эллестона Тревора, реж. Майкл Андерсон; в ролях: Джордж Сигал, Алек Гиннесс, Макс фон Сюдов, Зента Бергер?!, Роберт Хелпмен…) — Ученик Инге Линдт (не указан в титрах)
- 1966 — Уиверс Грин[англ.] / Weavers Green, ep.#1.1 (телесериал «Anglia Television»[англ.], автор сценария Петер Лямбда (венг. Peter Lambda)) — Колин Уэсткотт
- 1967 — Пол-шестипенсовика[англ.] / Half a Sixpence (экранизация одноимённого[англ.] мюзикла Дэвида Хенкера[англ.] по мотивам романа Герберта Уэллса «Киппс»[англ.], реж. Джордж Сидни; в ролях: Томми Стил, Джулия Фостер[англ.], Сирил Ритчард[англ.]…) — не указан в титрах
- 1967 — Бурёнка Катастрофа[англ.] / Calamity the Cow (в ролях: Фил Коллинз, Хонор Шеперд (англ. Honor Shepherd), Грант Тейлор[англ.]…) — Роб Грант
- 1968 — Шоу Дики Хендерсона[7] / The Dickie Henderson Show. The Security Leak, ep.#10.6 (сериал «ITV», в ролях: Дики Хендерсон[англ.], Айла Блэр[англ.], Лайонел Мёртон[англ.], Энтони Кемп (англ. Anthony Kemp…)
- 1968 — Дьявол в тумане / The Devil in the Fog (сериал «ITV» по роману Леона Гарфилда[англ.], реж. Майкл Керрер-Бригс (англ. Michael Currer-Briggs), в ролях: Николас Эванс (англ. Nicholas Evans), Мартин Демпси (англ. Martin Dempsey), Милтон Джонс[англ.], Кейт Скиннер[англ.]…) — Хотспур Трит
- 1968 — Тигры Субтопии (Театр «Ай-ти-ви») / The Intruders (ITV Playhouse, ep.#2.13) (по повести Джулиана Симонса, реж. Грэм Эванс (англ. Graham Evans); в ролях: Роджер Бут (англ. Roger Booth), Джеффри Палмер[англ.], Джиллиан Рэйн[англ.], Рудольф Уокер[англ.]…) — Пол Фоссет
- 1968 — Мальчишки с улицы Пала[англ.] / A Pál utcai fiúk (The Boys of Paul Street) (по роману[англ.] Ференца Мольнара, реж. Золтан Фабри; в ролях: Мари Тёрёчик, Шандор Печи (венг. Sándor Pécsi), Энтони Кемп (англ. Anthony Kemp), Ласло Козак (венг. László Kozák), Мартин Бомонт (англ. Martin Beaumont)…) — Гереб
- 1968 — Хайди[англ.] / Heidi (по рассказу Иоганны Шпири, реж. Делберт Манн, комп. Джон Уильямс; в ролях: Дженнифер Эдвардс[англ.], Максимилиан Шелл, Джин Симмонс, Майкл Редгрейв…) — Петер
- 1969 — Резиденция (Дом, который кричит)[исп.] / La Residencia (The House That Screamed) (реж. Чичо Ибаньес[исп.]; в ролях: Лилли Палмер, Кристина Гальбо[англ.], Кандида Лосада[исп.][8]…) — Луис

70-е
- 1970 — На самом дне / Deep End (реж. Ежи Сколимовский, в ролях: Джейн Эшер, Диана Дорс, Карл Михаэль Фоглер[нем.], Эрика Беер[нем.]…) — Майки[1][2][4]
- 1970 — Первая любовь / Erste Liebe (по повести И. С. Тургенева, реж. Максимилиан Шелл, оператор Свен Нюквист, композитор Марк Лондон[англ.]; в ролях: Доминик Санда, Максимилиан Шелл, Валентина Кортезе, Джон Осборн…) — Александр
- 1970 — Приз / The Prize (ITV play)[9]
- 1971 — Вкус Зла (Из неизвестности[англ.]) / Taste of Evil (Out of the Unknown, ep.#4.01) (новелла из научно-фантастической антологии «BBC», по рассказу Джона Уайлса[англ.], реж. Майкл Фергюсон[англ.]) — Эндрю
- 1972 — Король, дама, валет[англ.] / King, Queen, Knave (по одноимённому роману Набокова, реж. Ежи Сколимовский, в ролях: Дэвид Найвен, Джина Лоллобриджида, Марио Адорф, Эрика Беер[нем.]…) — Франц[3]
- 1972 — Цирк вампиров / Vampire Circus (реж. Роберт Янг[англ.], в ролях: Энтони Хиггинс, Эдриенн Корри[англ.], Торли Уолтерс[англ.], Линн Фредерик…) — Антон Керш
- 1972 — Людвиг / Ludwig (реж. Лукино Висконти, в ролях: Хельмут Бергер, Роми Шнайдер, Хельмут Грим, Сильвана Мангано, Тревор Ховард, Адриана Асти, Герт Фрёбе…) — Принц Отто
- 1973 — Ранние всходы (тв-антология «Вдали от этого всего») / The Ripening Seed (Away from It All, ер.1) (по роману[фр.] Колетт, реж. Миша Скорер[англ.]; ролях: Линн Фредерик, Гэйл Ханникатт[англ.]…) — Филипп
- 1973 — Злоумышленники (Ночной субботний театр «Ай-ти-ви») / The Intruders (ITV Saturday Night Theatre, ep.#5.29) (реж. Филипп Сэвилл[англ.]; в ролях: Джули Доун Коул[англ.], Кэтрин Харрисон…) — Ян
- 1974 — Мачеха / La madrastra (реж. Роберто Гавальдон; в ролях: Милагрос Леаль[исп.], Исмаэль Мерло[исп.], Ампаро Ривельес, Эдуардо МакГрегор)…) — Даниэль
- 1974 — Скажи это цветами / Dites-le avec des fleurs (Diselo con flores) (реж. Пьер Гримбла[фр.], соавтор сценария Тонино Гуэрра; в ролях: Дельфин Сейриг, Фернандо Рей, Жюльен Гийомар, Фредерик Миттеран, Мария Перши, Жан Беккер…) — Жан-Клод Берже
- 1975 — Игра в запретную любовь[исп.] / Juego de amor prohibido (реж. Элой де ла Иглесиа, в ролях: Хавьер Эскрива[исп.], Инма де Сантис[исп.], Симон Андреу[кат.]…) — Мигель
- 1976 — Викторианские скандалы. Скиттлс[англ.] / Victorian Scandals. Skittles, ep.#1.2 (по рассказу Элизабет Джейн Говард, в ролях: Джудит Бекингэм (англ. Judith Buckingham), Саймон Кэллоу, Морин О’Брайен[англ.]…) — Уилфрид Блант[англ.]
- 1977 — «Скоростной Флоктон»[англ.] / «The Flockton Flyer», ep.#2.2 «Ready When You Are, Mr Cutley» (сериал для детей «Southern Television»[англ.] по сценарию Питера Уитбреда[англ.], реж. Колин Нютле; в ролях: Энтони Шарп, Джеффри Рассел[англ.], Дэвид Нил[англ.]…) — Кристофер Белл
- 1978 — Как вам это понравится / As You Like It (тв-спектакль по пьесе Шекспира, реж. Бэйзил Коулман[англ.]; в ролях: Хелен Миррен, Ангарад Риз[англ.], Ричард Паско[англ.]…) — Гименей
- 1978—1979 — Мельница на Флоссе / The Mill on the Floss, ep. 1, 6, 8 (8-и серийный телефильм «BBC» по роману Джордж Элиот, реж. Рональд Уилсон (англ. Ronald Wilson); в ролях: Джорджия Слоуи[англ.], Пиппа Гард[англ.], Джонатан Скотт-Тейлор[англ.], Кристофер Блейк[англ.]…) — Стивен Гест
- 1979 — Признания по делу Дэвида Гэлакси[10] / Confessions from the David Galaxy Affair (по роману Джорджа Эванса (англ. George Evans, реж. Уилли Рой (англ. Willy Roe), в ролях: Алан Лейк[англ.], Диана Дорс, Мэри Миллингтон[англ.], Розмэри Инглэнд (англ. Rosemary England), Глинн Эдвардс[англ.], Энтони Бут[англ.]…) — Сержант Джонсон
- 1979 — / A Moment in Time (TV series), ep.##1.1—1.4 (телесериал, в ролях: Элисон Эллиотт (англ. Alison Elliott), Робин Дэйвс[англ.]…) — Билл

80-е
- 1981 — Жаворонок (Телевизионный театр «Би-би-си 2») / Skylark (BBC2 Playhouse, ep.#7.19) (по сценарию Джулиана Бонда (англ. Julian Bond), реж. Крис Ловетт (англ. Chris Lovett); в ролях: Эрик Аллан (англ. Eric Allan), Патрик Бейли (англ. Patrick Bailey), Зила Кларк…)
- 1982 — Трава поёт / Gräset sjunger (The Grass is Singing — Killing Heat) (по роману[англ.] Дорис Лессинг, реж. Майкл Ребёрн (англ. Michael Raeburn), оператор Билле Аугуст; в ролях: Джон Тоу, Карен Блэк, Джон Кани…) — Тони Марстон
- 1982 — Признания авантюриста Феликса Круля[фр.] / Bekenntnisse des Hochstaplers Felix Krull (5-и серийный сериал ЦДФ по роману Томаса Манна, реж. Бернхардт Зинкель[нем.]; в ролях: Магали Ноэль, Ганс Хайнц Мозер[нем.], Рита Ташингем, Пьер Дорис[фр.], Фернандо Рей, Вера Чехова…) — Феликс Круль
- 1982 — Человек и сверхчеловек / Man and Superman (телефильм по пьесе[англ.] Дж. Б. Шоу, реж. Патрик Дромгул (англ. Patrick Dromgoole), Алекс Кирби[англ.]; в ролях: Питер О'Тул, Тимоти Экройд[англ.], Джеймс Граут[англ.], Джеки Смит-Вуд[англ.], Лиза Хэрроу, Роберт Битти…) — Гектор Мэлоун
- 1984 — Остров Эллис / Ellis Island (реж. Джерри Лондон[англ.]; в ролях: Питер Ригерт, Клер Блум, Джоан Гринвуд, Фэй Данауэй, Лиам Нисон…) — Терри Биллингс
- 1984 — Юноша из Эбалус / Il ragazzo di Ebalus (реж. Джузеппе Скито (итал. Giuseppe Schito); в ролях: Тереза Энн Савой, Рикардо Куччиолла, Саверио Маркони[итал.], Домициано Арканджели[англ.], Эннио Фантастикини…) — Эдуард
- 1984 — Искры / L’Etincelle (реж. Мишель Ланг[фр.]; в ролях: Роже Анен, Клио Голдсмит[англ.], Саймон Уорд[англ.]…) — Боб
- 1985 — Семейные узы на каникулах / Family Ties Vacation (сериал «NBC», реж. Уилл Макензи[англ.]; в ролях: Мередит Бакстер, Майкл Гросс[англ.], Майкл Джей Фокс…) — Уильям Клайв-Хопкинс
- 1985 — Клаудиа / Claudia (по рассказу Мохамеда Хана[англ.], реж. Анвар Кавадри (англ. Anwar Kawadri); в ролях: Дебора Раффин, Николас Болл[англ.], Барбара Джеффорд[англ.]…) — Гэвин
- 1985 — Королевский матч / Royal Match (TV) (реж. Э. В. Свакхамер[англ.], в ролях: Тэмми Граймс, Хэвиленд Моррис[англ.], Джин Смарт…) — Король Эдмунд
- 1985 — Война Дженни[англ.] / Jenny’s War (реж. Стив Гетерс (англ. Steve Gethers); в ролях: Дайен Кэннон[англ.], Элке Соммер[англ.], Кристофер Кейзнов, Хью Грант…)
- 1987 — Мисс Марпл. Забытое убийство / Miss Marple. Sleeping Murder (по роману Агаты Кристи, реж. Джон Дэйвис, в гл. роли Джоан Хиксон) — Джиль Рид
- 1987 — Путь Ховарда[англ.] (5 серий) / Howards' Way (сериал «BBC Birmingham», эп. 3.9 — 3.13) — Ричард Спенсер
- 1987 — Румпельштильцхен (Злобный карлик)[итал.][11] / Rumpelstiltskin (по сказке бр. Гримм; реж. Дэвид Ирвинг[англ.]; в ролях Эми Ирвинг, Присцилла Пойнтер, Роберт Саймондс[англ.]…) — Принц Генрих

90-е — наше время
- 1991 — Чисто английское убийство (По закону) / The Bill, ep.# 7.14: «In Chambers» (реж. Майкл Оуэн Моррис (англ. Michael Owen Morris); в ролях: Джейсон Колдер (англ. Jason Calder), Аарон Каррингтон (англ. Aaron Carrington), Роберт Франк (англ. Robert Frank)…) — Раш
- 1992 — Катастрофа[англ.] (тв-сериал, 6-й сезон, эпизод «Каскад») / Casualty, ep. «Cascade» (реж. Майкл Оуэн Моррис (англ. Michael Owen Morris)) — Хэл
- 2007 — Молодой Александр Великий / Young Alexander the Great (реж. Джалал Мерхи[англ.]; в ролях: Сэм Хьюэн, Лорен Коэн, Кристофер Кейзнов…) — Филипп II Македонский
- 2012 —  Летняя ночь, зимняя луна / Summer Night, Winter Moon (реж. Ксавье Коллер[фр.]; в ролях: Катерина Мурино, Джия Скова[исп.], Элиан Шаппюи[англ.], Стивен Фрай…) — Тревор Сноу[12]
- 2014 —  Марджери Бут[англ.]: Шпион в орлином гнезде / Margery Booth: The Spy in the Eagle's Nest (реж. Ксавье Коллер[фр.]; в ролях: Анна Фрил, Сьюзан Джордж, Патрик Бергин, Джия Скова[исп.], Стивен Фрай, Брюс Монтегю[англ.]…) — Харди Эмис[англ.][13]